# Ligia curvata
Ligia curvata is een pissebed uit de familie Ligiidae. De wetenschappelijke naam van de soort is voor het eerst geldig gepubliceerd in 1948 door Vandel.